# Kelli Ali
Kelli Dayton (pseudonim Kelli Ali, ur. 30 czerwca 1974 w Birmingham w Anglii) – brytyjska piosenkarka, znana głównie jako wokalistka z początków działalności trip-hopowego zespołu Sneaker Pimps. Pseudonim „Kelli Ali” przyjęła na cześć jej zmarłego ojca, Michaela Ali.

## Dyskografia

### Albumy solo
- Tigermouth (One Little Indian Records) (2003)
- Psychic Cat (One Little Indian Records) (2004)
- Rocking Horse (One Little Indian Records) (2008)
- Butterfly (wydanie niezależne) (2009)

### Inne projekty
- Sneaker Pimps - Becoming X (Clean Up Records) (1996)
- Dropz - Sweet Oblivion (Victor Entertainment) (2007)
- Kelli Ali & Ozymandias - A Paradise Inhabited By Devils (wydane niezależnie) (2010)